# Distretto di Santa Teresa
Il distretto di Santa Teresa è uno degli undici distretti della  provincia di La Convención, in Perù. Si trova nella regione di Cusco.